# Мерснак
Мерсна́к (фр. Mercenac) — коммуна во Франции, находится в регионе Юг — Пиренеи. Департамент коммуны — Арьеж. Входит в состав кантона Сен-Лизье. Округ коммуны — Сен-Жирон.
Код INSEE коммуны — 09187.

## Население
Население коммуны на 2008 год составляло 338 человек.
| 1962 | 1968 | 1975 | 1982 | 1990 | 1999 | 2008 |
| ---- | ---- | ---- | ---- | ---- | ---- | ---- |
| 242  | 266  | 230  | 178  | 219  | 251  | 338  |

## Экономика
В 2007 году среди 188 человек в трудоспособном возрасте (15—64 лет) 138 были экономически активными, 50 — неактивными (показатель активности — 73,4 %, в 1999 году было 70,5 %). Из 138 активных работали 127 человек (67 мужчин и 60 женщин), безработных было 11 (4 мужчины и 7 женщин). Среди 50 неактивных 9 человек были учениками или студентами, 27 — пенсионерами, 14 были неактивными по другим причинам.